# Libertas quæ sera tamen

Bandera de Minas Gerais

Escudo de Minas Gerais

Libertas quæ sera tamen, usualmente traducido del latín como "Libertad, aunque venga tarde" o "Libertad, aunque tardía", es el lema del Estado brasileño de Minas Gerais. Fue propuesto por los rebeldes de la Inconfidencia Mineira para la bandera de la república que pretendían crear en la Capitanía de Minas Gerais en 1789. La expresión latina terminó siendo usada en la bandera del Estado en el que se transformó la Capitanía del Imperio del Brasil. 
Muchos latinistas modernos critican la traducción de la frase.

## Origen del texto en latín
El texto en latín fue extraído de la primera Égloga de Virgilio. Es parte del diálogo entre Melibeo y Títiro: 
"Et quae tanta fuit Romam tibi causa videndi?"

"Libertas, quae sera tamen, respexit inertem,

(Candidior postquam tondenti barba cadebat,

Respexit tamen et longo post tempore venit,

Postquam nos Amaryllis habet, Galatea reliquit.").

## Polémica sobre la traducción
Hay un cierto consenso respecto a la traducción de la pregunta de Melibeo. La traducción sería: "¿Y cuál fue el fuerte motivo para que visitaras Roma?" Pero hay discrepancias sobre la traducción de la respuesta de Títiro. Para algunos, la mejor traducción sería: "La libertad, que aunque tardía, sin embargo, me miró favorablemente, inerte". Para otros sería: "La libertad que, aunque tardía, sin embargo me miró favorablemente, que permanecí inmóvil". O inclusive: "La libertad tardía, sin embargo, se apiadó de mí en mi inercia".
En un polémico artículo escrito en 1979 en la revista Veja el escritor Millor Fernandes sostuvo que, si el sentido buscado era "libertad, aunque tardía", el texto en latín debería ser simplemente "libertas quæ sera" ya que, según explicó Paulo Rónai, "debido a la fuerza de la condensación del latín, el simple adjetivo sera tiene el valor adverbial de aunque tardía".
La frase de los inconfidentes fue propuesta para su bandera por Alvarenga Peixoto y aprobada por Cláudio Manuel da Costa y Tomás Antônio Gonzaga, todos latinistas. Probablemente, la lectura que hicieron del verso haya sido: "La libertad que, aunque tardía, no obstante me miró inerte". Sin embargo, esa frase no iba bien con los propósitos que deseaban y habrían tenido que realizarle un corte, lo que, para muchos, resultó en una mutilación que dejó al original de Virgilio sin sentido. A pesar de mutilada, los inconfidentes pensaron que la frase traducía correctamente la intención poética de Virgilio. 